# 박재한 (농구 선수)
박재한(1994년 5월 29일~)은 대한민국 안양 KGC인삼공사의 농구 선수이며 포지션은 포인트 가드이다. KBL리그에서 최단신 선수이다. 현재 마산고등학교 농구부 코치이다

## 중앙대학교시절
중앙대학교 입학 후부터 주전 가드 자리를 차지하였다. 4학년 때는 팀의 주장을 맡아 박지훈과 함께 중앙대의 부활을 이끌었다.

## 안양 KGC인삼공사시절
데뷔 첫 해 중반 이후에 김기윤이 허리 부상으로 시즌 아웃이 되면서 출전 시간을 늘렸다. 시즌 막판에는 중요한 역할을 하였다. 플레이오프에서도 주전 포인트 가드로 나서며 경기를 잘 이끌었다. 챔피언결정전에서는 1차전에서 사익스가 부상을 당하여 3주 진단을 받아 잔여경기를 출전할 수 없어 팀이 크게 곤경에 빠지자, 박재한에게 막중한 임무가 주어지며, 그 역할을 잘 수행하였다.

## 출신학교
- 용호초등학교
- 마산동중학교
- 마산고등학교
- 중앙대학교